# 야치요추오역
야치요추오역(일본어: 八千代中央駅, やちよちゅうおうえき)은 일본 지바현 야치요시에 있는 도요 고속선의 철도역이다.

## 역 구조
상대식 승강장 2면 2선 고가역이다. 개찰구에서 승강장을 잇는 계단이 2곳, 에스컬레이터 및 엘리베이터가 각 1개씩 설치되어 있고 승강장 상에 대합실이 설치되어 있다.
| 1 | T 도요 고속선 | 도요 가쓰타다이 방면                       |
| 2 | T 도요 고속선 | 니시후나바시·우라야스·오테마치·나카노 방면 |

## 이용 현황
- 2010년: 일평균 10,487명

## 역세권 정보
야치요 시의 중심에 위치하여 야치요 시 주변 시설이 밀집되어 있고, 역 남북쪽에 주택 단지들이 잘 형성되어 있다.
- 야치요시청
- 야치요 경찰서
- 야치요 우체국
- 야치요 시 시민회관
- 야치요 종합 공원
- 도쿄 여자 의과 대학 야치요 의료 센터
- 카야다마치 지구

## 역사
- 1996년 4월 27일: 영업 개시.
- 2006년 10월 1일: 엘리베이터 공용 개시.
- 2007년 10월 10일: 승강장 대합실 공용 개시.
- 2008년 9월 30일: PASMO, Suica전용 개찰기 도입.

| 도요 고속철도 T 도요 고속선               | 도요 고속철도 T 도요 고속선 | 도요 고속철도 T 도요 고속선        |
| ----------------------------------------- | --------------------------- | ---------------------------------- |
| TR06 야치요미도리가오카 니시후나바시 방면 | T 도요 고속선               | TR08 무라카미 도요 가쓰타다이 방면 |